# Cama-sec de melic
Els cama-secs de melic o pampinelles són cama-secs menuts de cama aprimada i làmines decurrents (per tant amb aspecte de pampetes o pampaioles). Sovint tenen el barret amb el centre deprimit o en forma d’embut (melic) 
En els cama-secs de melic podem trobar espècies que semblen formes escarransides d'altres grups de bolets.

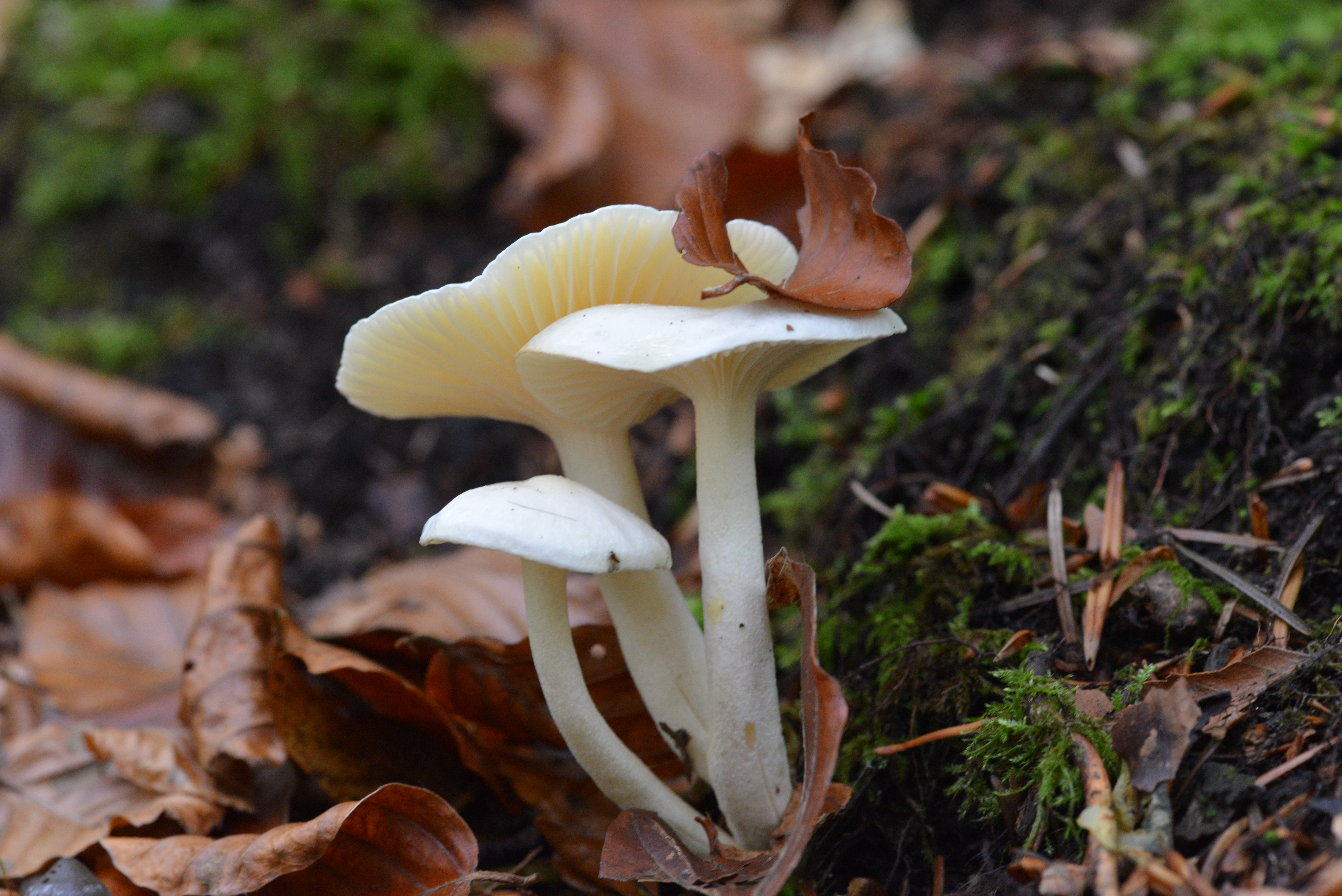
Llenega blanca (Hygrophorus eburneus)

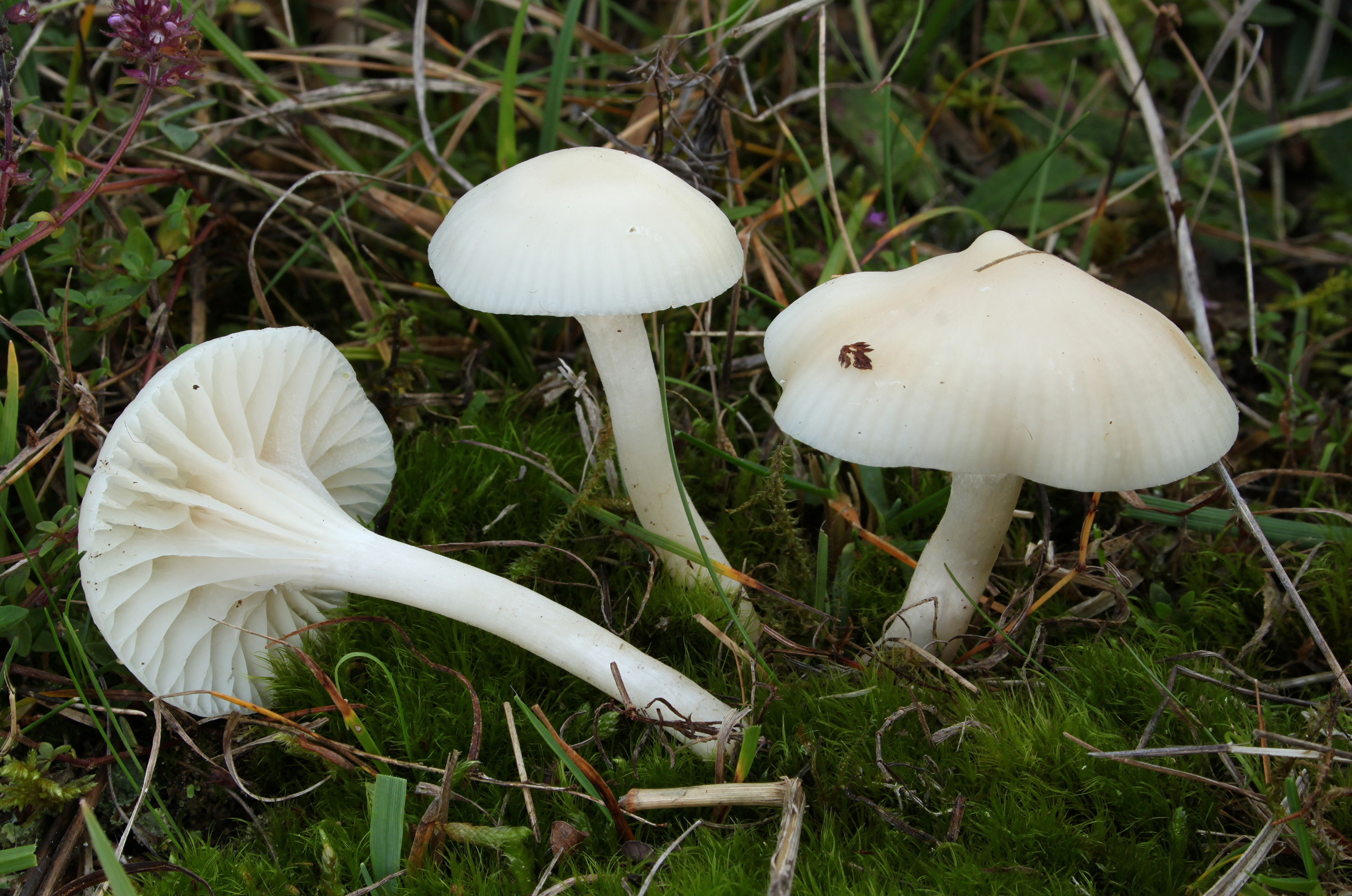
Pampinella blanca (Cuphophyllus virgineus)

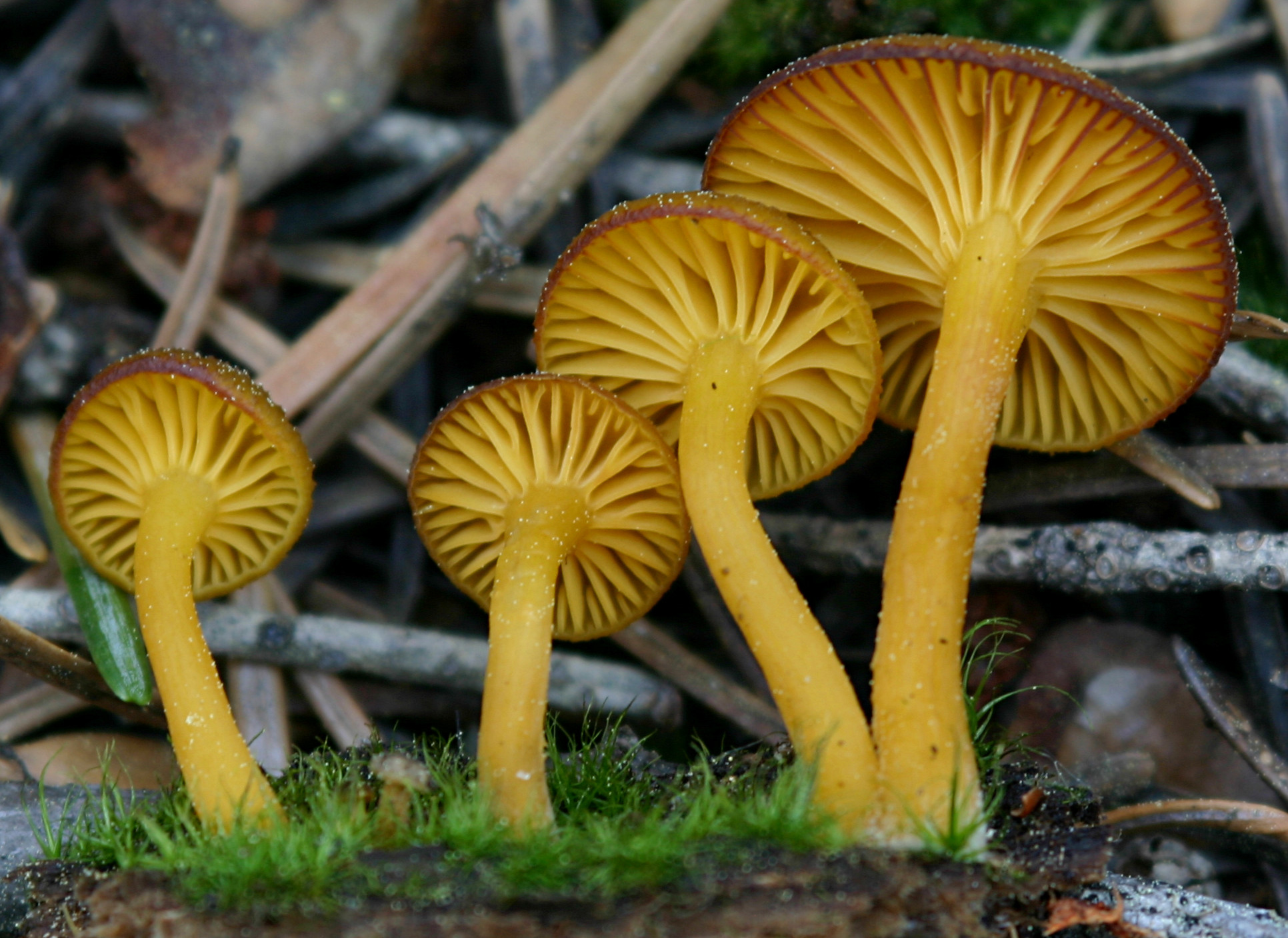
Pampinella groga (Chrysomphalina chrysophylla)

## Espècies de cama-secs de melic
Les espècies de cama-secs de melic més corrents són:
- Hygrophorus eburneus, llenega blanca, mocosa blanca
- Hygrophorus discoxanthus, llenega blanca de fageda
- Hygrophorus lindtneri, llenega d’avellaner
- Hygrophorus mesotephrus, llenega grisa de fageda
- Xeromphalina cauticinalis, pampinella amarga
- Cuphophyllus virgineus, pampinella blanca
- Arrhenia obscurata, pampinella bru fosca
- Entoloma undatum, pampinella crespa
- Clitocybe cistophila, pampinella d’estepa
- Hohenbuehelia culmicola, pampinella de borró
- Clitocybe metachroa, pampinella de dos colors
- Hohenbuehelia longipes, pampinella de farina
- Hohenbuehelia ilerdensis, pampinella de llistó
- Arrhenia rickenii, pampinella de Ricken
- Arrhenia epichysium, pampinella fosca
- Chrysomphalina chrysophylla, pampinella groga
- Clitocybe vibecina, pampinella pentinada
- Lichenomphalia umbellifera, pampinella violàcia